# ANK2
Ankirin 2, neuronski, koji je poznat kao ANK2, je protein koji je kod ljudi kodiran genom ANK2.

## Funkcija
Protein kodiran ovim genom je neophodan za osposobljavanje i stabilnost  izmenjivača u kardiomiocitima. Mutacija ovog gene uzrokuje sindrom produženog QT tip 4. Brojne transkriptne varijante koje kodiraju različite izoforme su opisane.

## Ankirin familija
Protein kodiran ANK2 genom je član ankirin familije proteina koji povezuje integralne proteine sa potpornim spektrin-aktin citoskeletonom. Ankirin igraju esencijalnu ulogu u aktivnostima kao što su ćelijska pokretljivost, aktiviranje, proliferacija, kontakt i održavanje specijalizovanih membranskih domena. Većina ankirina se tipično sastoji of tri strukturna domena: amino-terminalni domen koji sadrži višestruka ankirin ponavljanja; centralin region sa visoko konzervisanim spektrin vezivajućim domenom; i karboksi-terminal regulatorni domen koji je najmanje konzerviran i koji je subjekat varijacije.

## Literatura
1. 1 2 3  „Entrez Gene: ANK2 ankyrin 2, neuronal”.
2. ↑  Schott, J. J.; Charpentier, F.; Peltier, S.; Foley, P.; Drouin, E.; Bouhour, J. B.; Donnelly, P.; Vergnaud, G.; Bachner, L.; Moisan JP;  . (1995). „Mapping of a gene for long QT syndrome to chromosome 4q25-27”. Am. J. Hum. Genet. 57 (5): 1114—22. PMC 1801360 . PMID 7485162.
3. ↑  Mohler PJ, Schott JJ, Gramolini AO, Dilly KW, Guatimosim S, duBell WH, Song LS, Haurogné K, Kyndt F, Ali ME, Rogers TB, Lederer WJ, Escande D, Le Marec H, Bennett V (2003). „Ankyrin-B mutation causes type 4 long-QT cardiac arrhythmia and sudden cardiac death”. Nature. 421 (6923): 634—9. PMID 12571597. doi:10.1038/nature01335.